# Campeonato Argentino de Futebol Feminino de 2020 – Terceira Divisão
A Torneo Reducido de Ascenso de Primera C de 2020 foi a segunda edição da Primera C, a terceira divisão profissional do futebol feminino na Argentina. Organizado pela Associação do Futebol Argentino (AFA), o torneio começou em 5 de dezembro de 2020 e terminou em 30 de dezembro do 2020. Na final pelo título, o Vélez Sarsfield venceu o San Miguel por 5–0 e levantou a taça, tanto o campeão como o vice-campeão foram promovidos à "Primera B" de 2021.

## Regulamento
A competição foi disputada pelos times que terminaram nas seis primeiras posições na classificação final da edição de 2019–20 (torneio cancelado pela AFA) e dividida em três fases: quartas de final, semifinal e final. Todas as fases foram disputadas no sistema mata-mata. Quartas de final e semifinal, em partidas de ida e volta, com mando de campo no jogo de volta do time com a melhor colocação na tabela final da temporada de 2019–20. E a final, em jogo único em campo neutro escolhido pela AFA. Em caso de empate em pontos e no saldo de gols ao final dos 180 minutos de cada chave (ou dos 90 minutos no caso da final), a definição da vaga (ou do título) foi decidida na cobrança de pênaltis. O campeão e o vice-campeão foram promovidos para a segunda divisão de 2021.

## Participantes
6 clubes participaram do "Torneo Reducido de Ascenso 2020":
| Clube              | Cidade         | Província                       |
| ------------------ | -------------- | ------------------------------- |
| Argentino de Merlo | Merlo          | Província de Buenos Aires       |
| Cañuelas           | Cañuelas       | Província de Buenos Aires       |
| Ituzaingó          | Ituzaingó      | Província de Buenos Aires       |
| San Miguel         | Los Polvorines | Província de Buenos Aires       |
| Sportivo Italiano  | Ciudad Evita   | Província de Buenos Aires       |
| Tigre              | Victoria       | Província de Buenos Aires       |
| Vélez Sarsfield    | Buenos Aires   | Cidade Autônoma de Buenos Aires |

1. ↑  Desistiu do torneio, cedendo sua vaga para o Sportivo Italiano.[4]

## Resultados

### Quartas de final
| Chave | Equipe 1           | Total | Equipe 2          | Jogo 1 | Jogo 2 |
| ----- | ------------------ | ----- | ----------------- | ------ | ------ |
| S1    | Argentino de Merlo | 3–2   | Sportivo Italiano | 1–2    | 2–0    |
| S2    | San Miguel         | 14–1  | Ituzaingó         | 8–1    | 6–0    |

#### Chave S1
| 6 de dezembro de 2020 | Sportivo Italiano | 2 – 1     | Argentino de Merlo |  |  |
| 17:00 (UTC−3)         |                   | Relatório |                    |  |  |

| 15 de dezembro de 2020 | Argentino de Merlo | 2 – 0 (3–2 agr.) | Sportivo Italiano | Merlo                       |  |
| 17:10 (UTC−3)          |                    | Relatório        |                   | Estádio: Argentino de Merlo |  |

#### Chave S2
| 5 de dezembro de 2020 | Ituzaingó | 1 – 8     | San Miguel | Ituzaingó                      |  |
| 09:00 (UTC−3)         |           | Relatório |            | Estádio: Carlos Alberto Sacaan |  |

| 12 de dezembro de 2020 | San Miguel | 6 – 0 (14–1 agr.) | Ituzaingó | Los Polvorines               |  |
| 09:00 (UTC−3)          |            | Relatório         |           | Estádio: Malvinas Argentinas |  |

### Semifinal
| Chave | Equipe 1        | Total        | Equipe 2           | Jogo 1 | Jogo 2 |
| ----- | --------------- | ------------ | ------------------ | ------ | ------ |
| F1    | Tigre           | 1–1 (4–5 p.) | San Miguel         | 0–0    | 1–1    |
| F2    | Vélez Sarsfield | 3–0          | Argentino de Merlo | 1–0    | 2–0    |

#### Chave F1
| 20 de dezembro de 2020 | San Miguel | 0 – 0     | Tigre | Los Polvorines               |  |
| 17:10 (UTC−3)          |            | Relatório |       | Estádio: Malvinas Argentinas |  |

| 27 de dezembro de 2020 | Tigre | 1 – 1 (1–1 agr.) (4–5 pen.) | San Miguel | Victoria                    |  |
| 17:10 (UTC−3)          |       | Relatório                   |            | Estádio: José Dellagiovanna |  |

#### Chave F2
| 20 de dezembro de 2020 | Argentino de Merlo | 0 – 1     | Vélez Sarsfield | Merlo                       |  |
| 09:00 (UTC−3)          |                    | Relatório |                 | Estádio: José Manuel Moreno |  |

| 27 de dezembro de 2020 | Vélez Sarsfield | 2 – 0 (3–0 agr.) | Argentino de Merlo | Ituzaingó               |  |
| 17:10 (UTC−3)          |                 | Relatório        |                    | Estádio: Villa Olímpica |  |

### Final
| Chave | Equipe 1        | Total | Equipe 2   | Jogo 1 | Jogo 2 |
| ----- | --------------- | ----- | ---------- | ------ | ------ |
| ―     | Vélez Sarsfield | 5–0   | San Miguel | ―      | ―      |

| 30 de dezembro de 2020 | Vélez Sarsfield                                                                        | 5 – 0     | San Miguel | Villa Maipú                |  |
| 17:10 (UTC−3)          | - Florencia Andreoli 4', 82' - Rosario Castro 13' - Erika Trejo 51' - Carla Caceci 80' | Relatório |            | Estádio: Chacarita Juniors |  |

## Premiação
| Campeonato Argentino de Futebol Feminino de 2020 Primera C – Torneo Reducido de Ascenso 2020 |
| -------------------------------------------------------------------------------------------- |
| Club Atlético Vélez Sarsfield Campeão (1º título)                                            |